# 黒部別山
黒部別山（くろべべっさん）は、富山県中新川郡立山町にある山。飛騨山脈（立山連峰）に属し、標高は2,353 m。富山県山岳連盟が制定する富山の百山の一つ。
元々は別山と呼ばれていたが、1913年の地形図で初めて黒部別山と記載された。これは立山の別山と区別するためである。

## 解説
立山連峰の衛星峰で、南北に細長い台形の山容をしており、南峰、主峰、北峰がある。稜線にはカモシカ平と言われる見通しのよくきく草原がある。
黒部川の侵食により東面は急で無数の岩壁や岩稜、ルンゼがある。特に南端に位置する大タテガビン南東壁はロッククライミングの名所で、クライマーからは「黒部の魔人」と呼ばれ、奥鐘山西壁の「黒部の怪人」、丸山東壁の「黒部の巨人」とあわせて「黒部三大岩壁」に数えられる。一方で西面の内蔵助平側はなだらかな薮山となっている。
登山道はないが、内蔵助平およびハシゴ谷乗越から続く踏み跡がある。